# أشرف بهلوي
أشرف بهلوي (بالفارسية: اشرف پهلوی) (و. 1919 – 2016 م) هي اميرة إيرانية.ابنة الشاة رضا بهلوي مؤسس الدولة البهلوية والشقيقة التوأم لـمحمد رضا بهلوي اخر شاه حكم إيران قبل قيام الثورة الإسلامية عام 1979 .

## النشأة
ولدت في طهران في 26 أكتوبر 1919 وهي اصغر من توأمها الإمبراطور محمد رضا بهلوى ب 5 دقائق فقط.

## الحياة الشخصية
تزوجت ثلاث مرات وهم  
- الزوج الأول هو علي محمد خان، وكان ذلك في مارس 1937، واسفر الزواج عن طفل، وتم الطلاق بين الاميرة وزوجها في 1942.
- الزوج الثاني هو احمد شفيق بك (مدير عام الطيران المدني المصري )وهو مصري الجنسية وكان ذلك عام 1944 بالقاهرة وتم الطلاق بينهما في عام 1959 واسفر هذا الزواج عن طفلين.
-الزوج الثالث السيد مهدي بوشهري سفير ورئيس المهرجانات الثقافية في إيران وكان ذلك في 5 يونيو 1960 بالسفارة الإيرانية في العاصمة الفرنسية باريس ولم يرزقا بأطفال.

## الأبناء
لديها ثلاث أبناء من أول زيجتيين لها وهم:
- شهرام نيا علي خان والذى ولد في 18 أبريل 1940.
- ولاء جوهر شهريار مصطفى شفيق، ولد في 5 مارس 1945، وكان هو المتحدث الرسمى لعائلة بهلوى.
- الاميره ازاده شفيق، ولدت في 1951 .

## سمات الشخصية
امتازت بالشخصية القوية والشراسة وحدة الطبع حيث كان يطلق عليها النمرة السوداء وصفاً لطباعها.

## محاولة الاغتيال
في عام 1976 تعرضت لمحاولة اغتيال في سيارتها بأربعة عشر طلقة في العاصمة الفرنسية باريس؛ ولكنها نجت بدون آى اصابات.

## أعمال ادبية
كتب ثلاث كتب وهم:
- ملحمة إمراة إيرانية The Epic of Iranian Woman ونشر بالتعاون مع منظمة السيدات الإيرانيات عام 1972[7]
- وجوه في مرايا: مذكرات من المنفى Memoirs from Exile:Faces in a mirror ونشر عام 1980 [8]
- لم يستقيل أبداً Jamais résignée ونشر عام 1983[9]
- وقت الحقيقة Time for Truth ونشر عام 1995 ؛ وكتبته بمشاركة الكاتب تومي كيثلين.[10]

## الوفاة
توفيت في موناكو عن 96 عاما وتعد هي أكبر العائلة البهلوية سناً 

## جوائز
حصلت على جوائز منها:
- وسام الراية الحمراء من حزب العمال.
- الدكتوراه الفخرية في الحقوق من جامعة برانديز الأمريكية عام 1970 [6]

## روابط خارجية
- أشرف بهلوي على موقع مونزينجر (الألمانية)